# Programa atómico de Japón
El programa japonés de desarrollo de armas nucleares fue desarrollado durante la Segunda Guerra Mundial como respuesta a la percepción de amenaza por sus enemigos (principalmente los Estados Unidos) que obtendrían el arma en primer lugar y podrían utilizarla contra Japón. Al igual que el Programa nuclear alemán, adolecía de un gran número de problemas, y finalmente no fue más allá de la fase de laboratorio antes de las bombas atómicas en Hiroshima y Nagasaki y la rendición japonesa en agosto de 1945
En la actualidad, la infraestructura nuclear de Japón (léase: Energía nuclear en Japón) permitiría la eventual fabricación de armamento nuclear. En todo caso, la desmilitarización de Japón y la protección parte de los Estados Unidos (Paraguas Nuclear) ha dotado al país una fuerte tecnología nuclear, pero debido a las pruebas con armamento nuclear realizadas por Corea del Norte, algunos políticos y antiguos oficiales militares japoneses están planteando la revisión de estos planteamientos relativos al desarrollo de armamento nuclear.

## Historia
En 1934, el profesor Hikosaka Tadayoshi de la Universidad de Tohoku elaboró la "Teoría de la física atómica". Hikosaka indicó la enorme energía que contenían los átomos y la posibilidad de desarrollar tanto la generación de energía nuclear como la creación de armamento.
En diciembre de 1938, los químicos alemanes Otto Hahn y Fritz Strassmann enviaron un manuscrito a Naturwissenschaften indicando que había detectado un elemento, el bario, después de bombardear uranio con neutrones; al mismo tiempo, comunicaron sus resultados a Lise Meitner. Meitner, y su sobrino Otto Robert Frisch, interpretaron correctamente estos resultados como una fisión nuclear y Frisch lo confirmó experimentalmente el 13 de enero de 1939. Físicos del todo el mundo seguidamente desarrollaron reacciones en cadena e indicaron a sus gobiernos la posibilidad de desarrollar armamento nuclear.

## Segunda Guerra Mundial
El director del programa atómico japonés fue el Dr. Yoshio Nishina, amigo de Niels Bohr y colaborador cercano de Albert Einstein. El Dr. Nishina estaba considerado como un físico de primera categoría con unas excelentes capacidades de liderazgo, además era coautor de la Klein-Nishina Formula. Nishina fundó su propio laboratorio de desarrollo nuclear para estudiar la física de alta energía en 1931 en el Instituto Riken (el Instituto para desarrollo de la Física y la Química), el cual fue fundado en Tokio en 1917 para promover el desarrollo de estas ciencias. Nishina construyó su primer ciclotrón de 26 pulgadas en 1936, y otro de 60 pulgadas y 220 ton en 1937. En 1938 Japón también adquirió un ciclotrón de la Universidad de California, Berkeley.
En 1939 Nishina reconoció el potencial militar de la fisión nuclear, y se mostró preocupado con que los norteamericanos estuviesen trabajado en un arma nuclear que pudiese ser utilizada contra Japón. En efecto, en 1939, el presidente norteamericano Franklin D. Roosevelt dio orden al comienzo de las primeras investigaciones en armas de fisión en los Estados Unidos, que con el tiempo se convirtió en el gran Proyecto Manhattan, y el laboratorio del cual Japón compró su ciclotrón se convirtió en uno de los mayores lugares de desarrollo de armamento.
A principios de verano de 1940 Nishina conoció en un tren al Teniente General Takeo Yasuda. Yasuda era en aquel entonces Director del Departamento de Defensa Aeronáutica en el Instituto para el Desarrollo Tecnológico. Nishina comentó con Yasuda sobre la posibilidad de construir armamento nuclear. Sin embargo, el proyecto de fisión japonés no tuvo su comienzo oficial hasta abril de 1941 cuando Yasuda recibido la orden del primer ministro Hideki Tojo de investigar las posibilidades de las armas nucleares. Yasuda transmitió la orden a Okochi Masatoshi, director del Instituto Riken, el cual se lo encargó a Nishina, éste en su laboratorio de desarrollo nuclear, contaba en 1941 con más de 100 técnicos de alta capacidad.
Al mismo tiempo, el Instituto de Desarrollo Tecnológico de la Armada Imperial Japonesa había empezado el desarrollo de sus investigaciones por separado, y había contratado a profesores de la Universidad Imperial de Tokio, para que les asesorasen sobre el desarrollo de armamento nuclear. A resultas de esto se creó el Comité para el Desarrollo en aplicación de la Física Nuclear, dirigido por Nishina, Comité que se reunió 10 veces entre julio de 1942 y marzo de 1943. La comisión concluyó que así como la bomba atómica, en principio, era factible, "sería muy difícil para los Estados Unidos llevar a cabo con éxito un acción con armamento nuclear durante la guerra". Esto originó que la Armada perdiese el interés y concentrase sus esfuerzos en el desarrollo del radar.

### Proyecto Ni-Go
La Armada no se desalentó, y tan pronto como el comité lo certificó comenzó el proyecto experimental llamado Ni-Go en Riken. Su objetivo era separar uranio 235 por difusión termal, obviando métodos alternativos como separación electromagnética, Difusión gaseosa, y separación centrífuga. En febrero de 1945, un pequeño grupo de científicos estaba trabajando en la producción de una pequeña cantidad de material nuclear en un separador rudimentario en el complejo Riken - material que el ciclotrón del Instituto Riken indicaba que no se trataba de uranio-235. El proyecto del separador finalizó dos meses más tarde cuando el edificio que lo albergaba fue destruido por un fuego causado por un bombardeo aéreo sobre Tokio. No intentó construir una pila de uranio, ya que no tenía Agua pesada disponible, pero Takeuchi Masa, que estaba a cargo del separador de Nishina, calculó que el agua ligera podría ser suficiente si el uranio pudiese ser enriquecido con un porcentaje del 5-10% de uranio-235.
Mientras estos experimentos estaban en desarrollo, la Armada y la Marina realizaban búsquedas de mineral de uranio, que iban desde la Prefectura de Fukushima a Corea, China y Birmania. Los japoneses también solicitaron materiales de sus aliados alemanes, y 560 kg de óxido de uranio no procesado fue enviado a Japón en abril de 1945 a bordo del submarino U-234, el cual se entregó a las fuerzas norteamericanas en el Atlántico después de la rendición alemana. El óxido de uranio al parecer fue etiquetado como "U-235", que pudo haber sido una confusión con el nombre del submarino, de tal modo que sus características exactas continúan siendo desconocidas; algunas fuentes creen que no se trataba de material para armamento y estaba destinado para su uso como catalizador en la producción de metanol sintético que sería utilizado como combustible de aviación.

### Proyecto F-Go
En 1943 un equipo diferente de la Armada Japonesa comenzó un programa de desarrollo nuclear denominado, Proyecto F-Go, bajo la dirección de Bunsaku Arakatsu de la Universidad Imperial de Kioto. Arakatsu estuvo estudiando durante muchos años y se formó en lugares como el Laboratorio Cavendish en Cambridge bajo la dirección de Ernest Rutherford y en la Universidad de Berlín bajo la tutela de Albert Einstein. Próximo a Nishina, Arakatsu fue el más destacado físico nuclear de Japón. Formaba parte de su equipo de trabajo Hideki Yukawa, que en 1949 fue el primer físico japonés en recibir el Premio Nobel.

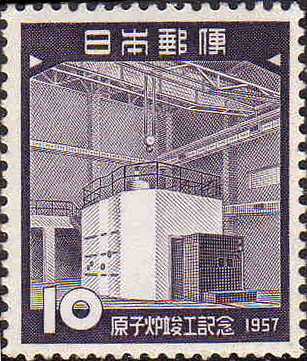
Estampilla de 1957 en conmemoración de la construcción del JRR-1, el primer reactor nuclear de investigación de Japón

A principios de la guerra el Comandante Kitagawa, jefe de la sección química del Instituto de Desarrollo de la Armada, solicitó a Arakatsu que llevase a cabo el trabajo de separación del uranio-235. El trabajo se desarrolló lentamente, pero poco antes del final de la guerra había desarrollado una ultracentrifuga (que giraba a 60.000 rpm); Arakatsu confiaba en que sería capaz de lograr alcanzar el objetivo propuuesto. Únicamente el diseño de la maquinaria pudo ser completado antes de la rendición japonesa.
Poco después de la rendición de Japón, científicos del proyecto Manhattan, que habían llegado a Japón en septiembre, indicaron que el proyecto F-Go obtenía 20 gramos al mes de agua pesada derivados de amoniaco electrolítico de plantas de producción ubicadas en Corea y Kyushu. De hecho, el industrial Jun Noguchi había comenzado la producción de agua pesada unos años antes. En 1926 Noguchi fundó la compañía Hidroeléctrica Coreana en Hŭngnam en el noreste de Corea, dicho lugar se convirtió en un complejo industrial que producía amoniaco para el desarrollo de fertilizantes. Sin embargo, a pesar de poseer una planta productora de agua pesada cuya producción en teoría podría haber rivalizado con la de  Norsk Hydro en Vemork en Noruega, parecería que los japoneses no realizaron estudios de multiplicación de neutrones utilizando agua pesada como moderador en Kioto. Después de la guerra un rumor indicaba que los científicos japoneses habían planeado la realización de un ensayo nuclear cerca de la localidad de Konan el 12 de agosto de 1945, pero esto no ha podido ser demostrado: el Ejército Rojo ocupó Konan unos días más tarde, antes de que las fuerzas de ocupación norteamericanas pudiesen investigarlo en detalle.

### Tras la rendición
El 16 de octubre der 1945 Nishina solicitó permiso a las fuerzas de ocupación norteamericanas para utilizar los dos ciclotrónes en el Instituto Riken para el desarrollo médico y biológico, este permiso fue concedido. En todo caso, el 10 de noviembre se recibieron instrucciones por parte del Secretario de Defensa norteamericano en Washington para destruir los ciclotrones en el Instituto Riken, la Universidad de Kioto y la Universidad de Osaka. Las órdenes se materializaron el 24 de noviembre; de tal modo que se deshicieron de ellos arrojándolos a la bahía de Tokio.
En una carta de protesta contra la destrucción de los ciclotrones en el Instituto Riken, Nishina indicaba que éstos nada tenían que ver con la producción de armas nucleares, sin embargo el ciclotrón más grande fue oficialmente parte del proyecto Ni-Go. Nishina lo había colocado dentro del proyecto al sugerir que el ciclotrón podría ser útil en la investigación básica para el uso de la energía nuclear, para que él pudiera continuar trabajando en el dispositivo; la naturaleza militar del proyecto le dio acceso a fondos y evitó que sus investigadores fueran reclutados por las fuerzas armadas. No sintió reparos en esto ya que no veía la posibilidad de que Japón pudiera producir armas nucleares antes de finalizar la guerra.

### Supuestos ensayos nucleares en Japón
El periódico The Atlanta Journal-Constitution por medio del periodista David Snell, un investigador del 24 ª Destacamento de Investigación Criminal en Corea, fue autor de un informe para el Tribunal Penal Militar Internacional para el Lejano Oriente que establecía que Hideki Tojo había planeado hacer la guerra nuclear si sus científicos hubiesen tenido éxito. Según informaba Snell, el personal japonés del proyecto fue capturado por las tropas soviéticas en Konan solo tres días después de haber completado la realización de una bomba atómica. Los soviéticos no facilitaron información a Snell, pero llegó a la conclusión que el bombardeo por parte de un B-29 sobre Konan por parte de los soviéticos el 29 de agosto de 1945 se debió a que habían obtenido los resultados del ensayo nuclear japonés en el punto indicado.
A raíz de estas informaciones que Snell publicó en 1946 en el diario 'The Atlanta Journal-Constitution se deducía que los japonenes habían realizado un ensayo satisfactorio de armamento nuclear cerca de Konan antes de ser capturados por los soviéticos. Decía que había recibido esta información de un oficial japonés que estaba a cargo de la contrainteligencia en Konan.
Aunque a la historia no le fue dada ninguna credibilidad por parte de los oficiales de la SCAP, sin embargo se consideró necesario tener los testimonios de aquellos científicos japoneses que tuvieron o pudieron haber tenido conociemiento del proyecto. Bunsaku Arakatsu dijo del artículo que era "falso y fantástico" y el conocía personalmente a las pocas personas que capaces de asumir el proyecto, dijo que el desarrollo nuclear de Japón jamás paso de la fase de laboratorio, y no se pensó en la construcción de ningún edificio piloto para la producción de material nuclear. Para añadir más dudas en la historia de Snell hay que indicar también que un gran número de científicos japoneses que se desplazaron de Japón a Corea, nunca volvieron a su país de origen.
En 1985 el libro "Japón la guerra secreta: la carrera contra el tiempo para construir su propia Bomba Atómica" ("Japan's Secret War: Japan's Race Against Time to Build Its Own Atomic Bomb") elaborado por Robert K. Wilcox retomó parte del material de Snell en su investigación sobre el desarrollo nuclear de Japón durante la Segunda Guerra Mundial. Además de detallar los esfuerzos del ejército y de la marina de guerra japoneses ya conocidos, el libro citó numerosos informes de inteligencia y entrevistas que indican que los japoneses podrían haber tenido un programa atómico en Konan y ofreció pruebas de que la marina de guerra japonesa, que retomó el proyecto atómico después de la destrucción del separador de Nishina en Riken, había acelerado los esfuerzos japoneses para producir un arma nuclear.
Una revisión realizada por el empleado del Departamento de energía Roger M. Anders apareció en la revista Military Affairs:

Libro de Wilcox describe los proyectos de energía atómica de guerra japoneses. Esto es loable, ya que ilumina un episodio poco conocido; sin embargo, el trabajo se vio empañado por el afán aparente Wilcox para mostrar que Japón creó una bomba atómica. Los cuentos de las explosiones atómicas japonesas, un posible ataque de ficción en Los Angeles, y un relato sin fundamento de una prueba nuclear post-Hiroshima, comienzan el libro. (Wilcox acepta la historia porque el autor [Snell] ", fue un distinguido periodista"). Los cuentos, junto con el fracaso Wilcox para tratar el tema de la dificultad de traducir la teoría científica en una bomba funcional, oscurecen la historia real del esfuerzo japonés: proyectos a escala de laboratorio no coordinadas que tuvieron pocas probabilidades de producir una bomba.

En la revista sobre historia Isis, dos historiadores de la ciencia se limitaron a decir de la obra de Wilcox que su tesis se quedó "con la más débil y la menos convincente de las teorías", y conjeturaron que la agenda oculta de esas teorías de la conspiración era "para crear una nueva exculpación por el lanzamiento de las bombas atómicas sobre Hiroshima y Nagasaki por parte de los Estados Unidos ."
Un artículo publicado en la revista "Intelligence and National Security" (Espionaje y Seguridad Nacional) en 1998, basado en una revisión de muchos de los documentos utilizados por Wilcox, y otros nuevos, llegan a una conclusión parecida. El artículo cita numerosas fuentes de documentos de la inteligencia militar norteamericana y otros documentos de la empresa Nitchitsu que dirigió la mayor parte de la industria en Hungnam y no encontró evidencia sustantiva de cualquier programa de investigación nuclear existente allí durante la guerra.
Como resultado del libro de Wilcox, dos científicos nucleares en activo durante la Segunda Guerra Mundial fueron entrevistados por Bernard Shaw por la televisión norteamericana (CNN) a finales de los años 1980. Estos fueron el científico norteamericano Glenn Seaborg (descubridor del plutonio) y un antiguo ciudadano japonés, el profesor Paul Kuroda, quien era entonces un miembro de la facultad en la Universidad de Arkansas, y que había trabajado al margen del programa nuclear japonés durante la guerra. Tanto Seaborg y Kuroda pensaron que la afirmación de que el Japón había probado un arma nuclear era absurda. Kuroda era consciente de que Japón había estado estudiando la posibilidad de construir armas nucleares, pero que el programa no había progresado hasta el punto del enriquecimiento de uranio, que es un paso necesario en la producción de una bomba de uranio.[cita requerida]

## Posguerra
Desde el bombardeo de Hiroshima y Nagasaki, Japón ha tenido unos fuertes sentimientos antinucleares. Su Constitución de postguerra establece la prohibición de fuerzas militares ofensivas y en 1967 adoptaron los Three Non-Nuclear Principles, rechazando la producción, posesión o tenencia de armamento nuclear. A pesar de esto, ha persistido la idea de que Japón podría convertirse en una potencia nuclear. Después del first nuclear test de China en 1964, el primer ministro japonés Eisaku Satō comentó al presidente norteamericano Lyndon Johnson cuando se reunieron en enero de 1965, que si los comunistas chinos tenían armas nucleares, los japoneses deberían tenerlas también. Esto sorprendió a la administración de Johnson especialmente cuando Sato añadió que "si bien la opinión pública japonesa no lo permitiría en este momento, se puede "reeducar" a ésta, y en especial a las jóvenes generaciones."
Durante la administración de Sato continuó la discusión sobre la opción nuclear. Se sugirió que las armas nucleares tácticas, en comparación con las grandes armas estratégicas, se podrían definir como defensivas, y estarían amparadas por la Constitución Japonesa. Unos documentos atribuidos al futuro primer ministro Yasuhiro Nakasone exponían la posibilidad de posesión de una pequeña producción de armas nucleares, meramente defensivas, lo cual no violaría la Constitución, pero esto podría suponer una reacción adversa de terceros países y una posible guerra, por lo tanto la política a seguir fue la de no adquirir armas nucleares "en el momento presente".

### Tratado de No Proliferación Nuclear
La administración de Johnson estaba inquieta por las intenciones de Sato e hizo de la firma del Tratado de No Proliferación Nuclear (NPT) por parte de Japón una de sus prioridades más importantes. En diciembre de 1967, para tranquilizar a la opinión pública japonesa, Sato anunció la adopción de los "Tres Principios No Nucleares". Significaba que Japón no construiría, tendría o permitiría el tránsito por suelo japonés de armas nucleares. Los principios, adoptados por la Dieta, no fueron plasmados en ley, han permanecido en las bases de la política nuclear japonesa desde entonces.
Según Kei Wakaizumi, uno de los consejeros de Sato, Sato se dio cuenta inmediatamente después de su declaración que esto podría ser muy restrictivo. Por tanto, trató de aclarar los principios en febrero de 1968 ante la Dieta declarando las "Cuatro Políticas Nucleares" ("Cuatro pilares en la política nuclear"):
- Promoción del uso pacífico de la energía nuclear
- Esfuerzos para lograr el desarme nuclear global
- La confianza y la dependencia en la disuasión realizada por los Estados Unidos, basada en el Tratado de Seguridad entre Estados Unidos y Japón de 1960
- Apoyo a los "Tres principios No-Nucleares bajo las circunstancias en que queda garantizada la seguridad nacional de Japón sobre la base de los tres principios anteriores."

Se puede concluir que si la seguridad ofrecida por Norteamérica fuese retirada o se demostrase impracticable, Japón no tendría más remedio que buscar la solución nuclear. En otras palabras, mantiene de opción nuclear disponible.
En 1969 un estudio del Ministerio de Asuntos Exteriores de Japón, concluyó que en caso de firmar el Tratado de No Proliferación nuclear, se podría mantener la disposición de fondos y capacidad técnica para desarrollar y producir armamento nuclear en caso de que fuese necesario, por ejemplo debido una situación internacional compleja.
Japón finalmente firmó el Tratado en 1970 y lo ratificó en 1976, pero solo después de Alemania Occidental y de la promesa norteamericana de "no interferir en los deseos de Tokio de desarrollar las capacidades propias en el programa nuclear civil de energía".

### Extensión del Tratado de No Proliferación Nuclear
En 1995 la administración Clinton forzó al gobierno japonés a adoptar una prórroga indefinida al Tratado de no Proliferación Nuclear, pero optaron por una posición ambigua al respecto. Un antiguo miembro del gobierno japonés indicó, "Creemos que lo mejor para nosotros en no declarar que renunciaremos para siempre a la opción nuclear". Sin embargo la presión de Washington y otros países llevó a Japón a estar conforme con la posición indefinida.
En 1998 dos sucesos dieron argumentos a aquellos que consideran que Japón debe reconsiderar su posición sino renegar de la política antinuclear. Los defensores de estas tendencias incluyen académicos conservadores, algunos miembros del gobierno, unos cuantos industriales y grupos nacionalistas.
El primero de estos sucesos fue cuando India y Pakistán comenzaron a realizar ensayos nucleares; los japoneses estaban preocupados por la renuencia percibida a que por parte de la comunidad internacional se condenasen las acciones de estos dos países, ya que una de las razones por las que Japón había optado a sumarse al TNP era que se había previsto graves sanciones para aquellos estados que desafiasen el consenso internacional contra la proliferación nuclear. Además, Japón y otras naciones temían que un arsenal nuclear de la India pueden causar una carrera de armas nucleares con China a nivel regional
El segundo suceso se produjo en 1998 con motivo del lanzamiento del misil norcoreano Taepodong-1 por encima de Japón, el cual causó una protesta pública y llevó a algunos a pedir la remilitarización y el desarrollo de armas nucleares. Fukushiro Nukaga, titular del Ministerio de Defensa de Japón, dijo que su gobierno estaría justificado en caso de preparar ataques preventivos contra las bases Norcoreanas de misiles. El primer ministro Keizo Obuchi reiteró los principios de no utilización de armamento nuclear e indicó que Japón no posee ningún arsenal nuclear, y que el asunto no era siquiera digno de discusión. Sin embargo, se cree que Koizumi estaba de acuerdo con que su país poseyese armamento nuclear cuando indicó, "es un hecho significativo que aunque pudiésemos tenerlas, el hecho es que no las poseemos".
Anteriormente, Shinzo Abe había dicho que la constitución de Japón, no necesariamente prohibía la posesión de armamento nuclear, mientras se mantuviese un mínimo y fuesen armas tácticas, así mismo el Jefe de Gabinete Yasuo Fukuda se manifestó en similares términos.
En este momento Japón realiza un gran uso de la energía nuclear por medio de reactores nucleares, que generan un porcentaje significativo de la electricidad en Japón, siendo el tercer productor mundial después de los Estados Unidos y Francia, el país tiene planes para producir más del 40% de su electricidad derivada de la energía nuclear a partir de 2010.

### Estado nuclearde facto
Mientras en la actualidad no existen planes para producir armas nucleares en Japón, se ha argumentado que Japón posee la tecnología, los materiales y el capital suficiente para producir armas nucleares en menos de un año, si fuese necesario, y muchos analistas consideran que, por esta razón, es un país nuclear de facto. Por esta razón Japón es habitualmente reconocido como un "poseedor virtual" lejos de poseer armamento nuclear.
Cantidades significativas de plutonio medianamente enriquecido son generadas como un subproducto de la industria de la energía nuclear, y además Japón ha declarado en diciembre de 1995 poseer 4,7 toneladas de plutonio, bastante para producir 700 cabezas nucleares. Japón también posee su propia planta de enriquecimiento de uranio el cual podría ser hipotéticamente utilizado para hacer uranio enriquecido susceptible de uso armamentístico. Japón también ha desarrollado el cohete de combustible sólido M-V, muy similar al norteamericano LGM-118A Peacekeeper ICBM, el cual puede ser utilizado como vehículo de carga, también tiene experiencia en la tecnología de transporte del tipo (OREX, HOPE-X).
Ha sido puesto de manifiesto que mientras Japón goza de los beneficios de un estatus de ser un país "potencialmente preparado" esta no es razón para que en la actualidad produzca armamento nuclear, ya que aunque tiene la capacidad de producción en muy corto plazo, Japón dispone de la protección de Estados Unidos lo que le permite una posición de igualdad con respecto a sus países vecinos China y Rusia. En marzo de 2016 Donald Trump, candidato a la presidencia de Estados Unidos mostró su apoyo a Japón y Corea del Sur para que accedieran a armas nucleares, sin necesitar la protección de Estados Unidos.